# Kostel svatého Prokopa (Mutějovice)
Římskokatolický kostel svatého Prokopa v Mutějovicích leží na západním konci vesnice naproti hřbitovu. Je chráněn jako kulturní památka České republiky.

## Popis
Jedná se o orientovanou omítnutou stavbu. Kněžiště je obdélníkové, umístěné ve východní části kostela. Na západní straně je patrová věžička. Zdi jsou dělené lizénami. Pod římsou mají obloučkový vlys. Střecha je kryta taškami a věžička plechem.

## Interiér
Vchod leží na západní straně, vroubený je polosloupy a ukončen je tympanonem. V kostelíku jsou dva páry oken, nahoře půlkruhových. Klenba je křížová, v presbytáři a nad kruchtou je valená.

Hlavní oltář je dřevěný s obrazem svatého Prokopa od j. Kroupy.

## Historie kostela
Kostel byl postaven nákladem osadníků v období let 1740 až 1744. Byl postaven na památku zániku moru. V 50. letech 19. století byl opravován, nyní je v havarijním stavu, obehnaný plotem a svázaný lany.